# بی. اچ. برن
بی. اچ. برن (انگلیسی: B. H. Born؛ زاده ۶ ژوئن ۱۹۳۲ درگذشته ۳ فوریهٔ ۲۰۱۳ (۸۰ سال)) یک بازیکن بسکتبال اهل ایالات متحده آمریکا بود. 